# Світанок (Ніжинський район)
Світа́нок —  село в Україні, в Ніжинському районі Чернігівської області. Населення становить 646 осіб. Входить до складу Лосинівської селищної громади.

## Історія
12 червня 2020 року, відповідно до розпорядження Кабінету Міністрів України № 730-р «Про визначення адміністративних центрів та затвердження територій територіальних громад Чернігівської області», увійшло до складу Лосинівської селищної громади.
19 липня 2020 року, в результаті адміністративно-територіальної реформи та ліквідації Ніжинського(1923 - 2020) району, увійшло до складу новоутвореного Ніжинського району.
7 липня 2025 року віднесено до категорії сіл відповідно до Розпорядження КМУ.

## Населення

### Мова
Розподіл населення за рідною мовою за даними перепису 2001 року:
| Мова            | Кількість | Відсоток |
| --------------- | --------- | -------- |
| українська      | 635       | 98.30%   |
| російська       | 10        | 1.55%    |
| інші/не вказали | 1         | 0.15%    |
| Усього          | 646       | 100%     |

## Музей
У селі знаходиться Яхнівський історичний музей.